# Meyer aus dem Haus Duhrenhof

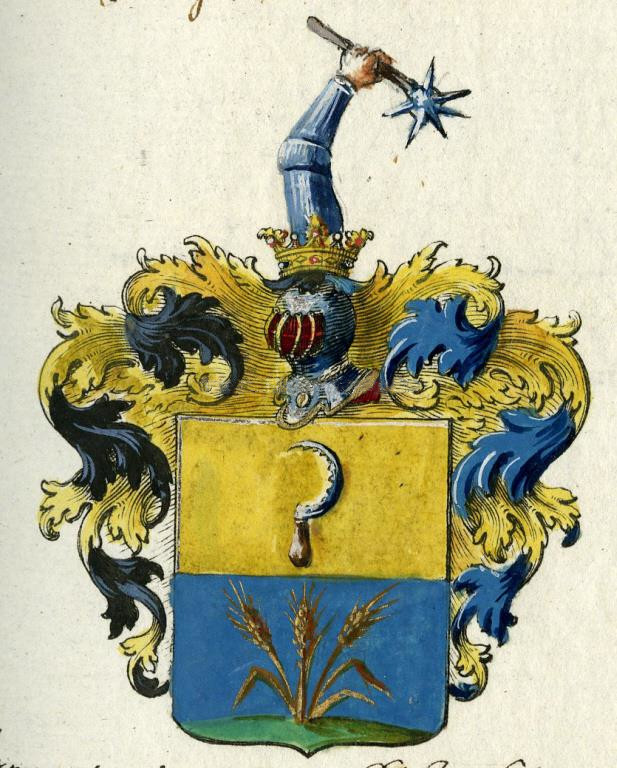
Wappen derer von Meyer aus dem Haus Duhrenhof im Österreichischen Staatsarchiv

Meyer aus dem Haus Duhrenhof ist der Name eines erloschenen litauisch-stämmigen baltischen Briefadelsgeschlechts.
Die Familie ist von einer Vielzahl anderer Adelsgeschlechter mit Namen Mayer oder Meyer zu unterscheiden.

## Geschichte
Das Geschlecht stammt ursprünglich aus Litauen. Bereits 1775 wurde es in den polnischen Adelsstand erhoben. Am 23. August 1788 erhielt Christian Heinrich Meyer, großherzoglich-litauischer Major, in Weißkirchen in Ungarn den Reichsadelsstand verliehen. Er war seit 1741 mit Johann Juliana Jacobine von Ostmann verheiratet. Ihr Sohn Johann von Meyer war Gardestabsrittmeister und wurde auf einem öffentlichen Landtag am 9. März 1827 unter der Nr. 329 in Livland immatrikuliert. Sein mutmaßlicher Sohn Carl Georg von Meyer, Herr auf Duhrenhof im Kirchspiel Schwanenburg in Livland, war kaiserlich-russischer Gardestabsrittmeister und später Generalleutnant. Duhrenhof hatte er von seiner Großmutter Elisabeth Louise von Klot geborene von Sternstrahl geerbt. Sein Sohn Carl von Meyer, Gardeoberst, erbte Duhrenhof am 7. Dezember 1870. Dessen Erben besaßen Duhrenhof noch Ende des 19. Jahrhunderts.

## Wappen
Blasonierung: Gold über Blau geteilt. Oben eine eiserne gezahnte Sichel mit holzfarbenem Griff, unten wachsend aus grünem Rasen drei goldene Ähren an dergleichen Blätterhalmen. Auf dem gekrönten Helm mit rechts schwarz-goldenen, links blau-goldenen Helmdecken ein aus der Krone wachsender geharnischter Arm einen Morgenstern schwingend. Der Schild wird auch goldbordiert dargestellt.

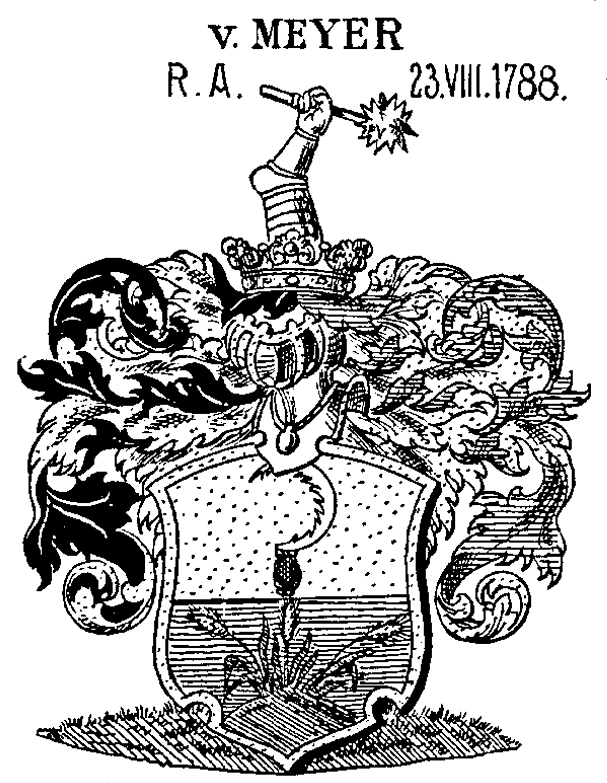
Wappen derer von Meyer in Siebmachers Wappenbuch
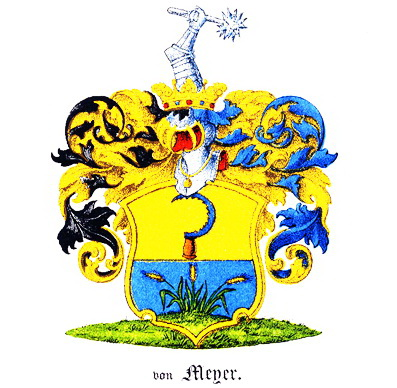
Wappen derer von Meyer im Baltischen Wappenbuch